# Psilotrichum robecchii
Psilotrichum robecchii är en amarantväxtart som beskrevs av Lopr. Psilotrichum robecchii ingår i släktet Psilotrichum och familjen amarantväxter. Inga underarter finns listade i Catalogue of Life.